# Видиковац Бранковац
Видиковац Бранковац се налази на Фрушкој гори, на 465 м.н.в.
Смештен је у централном делу, на путу Иришки венац—Црвени чот. Удаљен је 10km од бање Врдник у правцу северозапада. Са видиковца се пружа поглед на Нови Сад. Видиковац Бранковац је једно од посећенијих излетишта на Фрушкој гори.